# Kulturní průmysl
Termín kulturní průmysl (německy Kulturindustrie) poprvé použili roku 1944 představitelé Frankfurtské školy filosofové Theodor W. Adorno a Max Horkheimer v knize Dialektika osvícenství. Průmysl a kultura představovaly podle nich dva odlišné termíny, které se ovšem v moderní demokratické době spojily v termín jeden. Na konci 60. let 20. století se objevil termín kulturní průmysly (francouzsky industries culturelles), který poprvé použili francouzští sociologové Edgar Morin, Armel Huet a Bertrand Miége. Na rozdíl od německých kolegů popírali sjednocení v rámci kulturního průmyslu, protože dle jejich názoru nelze hovořit o žádné jednotné struktuře v kulturních průmyslech. Kulturní průmysly jsou tvořeny velmi různorodými obory lidské činnosti a každý z těchto oborů má svoje vlastní pravidla organizace.
„Do kulturních průmyslů se řadí oblast filmu a videa, televizního a rozhlasového vysílání, videoher, hudby (včetně živých vystoupení), knih a tisku (vydávání periodických a neperiodických publikací). Kulturní průmysly jsou charakterizovány jako odvětví, která produkují kulturní produkty určené k masové reprodukci, hromadnému šíření a vývozu (např. kniha, film, zvuková nahrávka).“

## Vymezení kulturních průmyslů
Kulturní průmysly lze rozdělit na oblast tradičního umění a oblast kulturních průmyslů.
Do oblasti tradičního umění spadají taková odvětví, která produkují zboží či služby konzumované na jednom místě. Příkladem může být výstava obrazů nebo koncert. Mezi tato odvětví řadíme výtvarné umění, scénické umění a kulturní dědictví. Dále se jednotlivá odvětví dělí na další tzv. pododvětví. V případě výtvarného umění sem patří řemesla, malířství, sochařství a fotografie. Scénické umění zahrnuje pododvětví divadlo, tanec, cirkus a festivaly a odvětví kulturní dědictví je členěno na muzea, knihovny, archivy a archeologická naleziště.     
Oblast kulturních průmyslů představují odvětví produkující zboží či služby určené k masovému šíření a exportu. Patří sem film a video, televize, rozhlas, videohry, hudba, knihy a tisk.     

## Kulturní a kreativní průmysly
Pro kulturní a kreativní průmysly je charakteristické nejednotné a obtížné vymezení.
Charles David Throsby, profesor ekonomiky, dělí kreativní průmysly na tzv. kreativní umění, do něhož patří literatura, hudba, jevištní a výtvarné umění. Dále pak na jiné hlavní kulturní průmysly, kam řadí film, muzea a knihovny a na širší kulturní průmysly, které zahrnují památkovou péči, televizi, počítačové hry, rozhlas či zvukové záznamy.
Americký profesor Richard Florida, zabývající se taktéž problematikou kulturních průmyslů, vymezuje kreativní průmysly přes tzv. kreativní třídu. Do této kreativní třídy patří dle Floridy vědci, umělci nebo designéři, na něž navazují kreativní profesionálové pracující ve financích nebo obchodu.  
Kreativní průmysly jsou rozděleny v Zelené knize (dokumentu Evropské komise) na kreativní průmysly a na kulturní průmysly.  
„Kreativní průmysly jsou dle tohoto dokumentu odvětvím, které využívá kulturu jako vstupu a mají kulturní rozměr i když jsou jejich výstupy především funkční.“ Do kreativních průmyslů patří odvětví architektury, designu a reklamního průmyslu.  
V současnosti je název kulturní průmysl v ekonomické praxi často nahrazován termínem kreativní průmysl, který vznikl ve Velké Británii.  

## Ekonomický význam kulturních průmyslů v EU a ČR
Kulturní a kreativní průmysly mají značný vliv na ekonomiku států a do budoucna by se měly podílet na ekonomickém růstu Evropy.
Problematikou kulturních průmyslů se zabývá Evropská komise. Nejdůležitější zprávy, které Evropská komise zveřejnila:
- Evropa 2020 - Strategie pro inteligentní a udržitelný růst podporující začlenění z roku 2010
- Zelená kniha - Uvolnění potenciálu kulturních a tvůrčích odvětví z roku 2010 - Evropská komise tímto reagovala na rychlý vývoj kulturních průmyslů v USA a Kanadě.

V porovnání s jinými západními státy EU nebo USA či Kanadou je této oblasti zatím věnováno v České republice poměrně málo pozornosti. Institut umění spustil v roce 2007 výzkumný projekt Sociálně-ekonomický potenciál kulturních a kreativních průmyslů v ČR, jehož cílem byla analýza využití potenciálu kulturních průmyslů k ekonomickému a sociálnímu rozvoji v České republice. Na podnět ministerstva kultury byl vytvořen tzv. účet kultury, jehož cílem bylo vyhodnocení ekonomického přínosu kreativních a kulturních průmyslů. V roce 2008 přijala vláda České republiky usnesení o Státní kulturní politice (2009-2014) a na základě tohoto usnesení měla být zpracována statistika pro oblast kultury. Účet přinesl první jednotná data z oboru kultury.